# Zdravko Kovač
Zdravko Kovač, slovenski basist, operni in koncertni solist, * 24. september 1929, Ljubljana, † 28. julij 2001, Reka, Hrvaška.

## Življenje in delo
Petje je zasebno študiral pri profesorici Kseniji Kušej-Novak (1946—1952). Leta 1953 je postal solist ljubljanske Opere. Bil je pevec z velikim glasovnim obsegom, muzikalnostjo in mogočno odrsko pojavo. Kot vodilni jugoslovanski koncertni basist je že na začetku kariere izvedel ves standardni oratorijski repertoar. Njegove najpomembnejše operne vloge pa so bile: Povodni mož (Antonín Dvořák,  Rusalka), Mefisto (Charles Gounod, Faust), Don Basilio (Gioacchino Rossini, Seviljski brivec), Toas (Christoph Willibald Gluck, Ifigenija na Tavridi), Filip II. (Giuseppe Verdi Don Carlos). Nastopil pa je še v številnih drugih vlogah.